# 马萨葡萄园岛移民危机
2022年9月14日，佛罗里达州州长罗恩·德桑蒂斯将大约50位主要来自委内瑞拉的寻求庇护者从德克萨斯州圣安东尼奥空运到马萨诸塞州马萨葡萄园岛。这一事件在美国两党之间引发了分歧，美国总统拜登及其他民主党人称这种行为“属政治噱头且不人道”，不过米奇·麦康奈尔和其他共和党人则认为“这是一个好主意”。

## 背景
为对抗美国总统乔·拜登的移民政策，自2022年4月以来得克萨斯州州长格雷格·阿博特和亚利桑那州州长道格·杜瑟曾派出多辆大巴车将非法移民送往美国北方城市，而这一地区通常为民主党的铁票仓。根据德桑蒂斯的说法，他这么做的目的是为了“揭露自由主义的虚伪”，因为美国北部城市的居民大都支持庇护非法移民，但是真的遇到非法移民时又开始上演叶公好龙的戏码。德桑蒂斯办公室则表示，将非法移民空运到庇护他们的地方，既可以庇护非法移民，又可以成全那些支持庇护非法移民的人，可谓一举两得。
德桑蒂斯要求议会提供相应的资金支持，称联邦政府在2021年为佛罗里达州安排了70多次移民航班。他的预算为800万美元，不过于2022年从佛罗里达州议会获批1200万美元。这笔钱用佛罗里达州通过2021年美国救援方案法所获的58亿美元孳息支付，用于从佛罗里达州运送没有入境授权的外国人。据美联社报道，根据法律规定这批人在寻求庇护期间可以留在美国。

## 移民状况
一些移民在圣安东尼奥被一位名叫佩拉女性告知，他们将被送往马萨诸塞州波士顿，在那里他们可以获得“加急文件”。根据《波士顿环球报》和《德克萨斯论坛报》的调查发现，曾经有一个高个子金发碧眼的女性在圣安东尼奥的麦当劳外接近过这些移民。而根据报纸对这些移民采访得知，这个女人曾许诺给移民提供三个月的房租和工作，并帮助处理这些人的移民文件。在航班起飞前，她在圣安东尼奥的一家酒店为他们提供了四晚的食宿，并为其中一名移民提供了200美元以招募其他人登机。不过一些移民拒绝了这个提议。这个名为佩拉的女性后来被确认是佩拉·韦尔塔，为一名前陆军战斗医生。
提供给移民的小册子上印有福利信息，其中包括现金援助、住房、食物、衣服、教育和就业服务。根据《大众信息》的报道，这些难民显然没有得到这些福利，因为他们仍在寻求庇护。在德桑蒂斯州长所雇佣的两架飞机中，第一架飞机在圣安东尼奥起飞经停佛罗里达州和南卡罗莱纳州之后到达马萨葡萄园岛，第二家飞机在圣安东尼奥起飞经停佛罗里达州和北卡罗莱纳州夏洛特之后同样抵达马萨葡萄园岛。德桑蒂斯将包机业务承包给了垂直起落系統公司，随后垂直起落系統公司又将业务转包给了总部位于俄亥俄州的终极穿梭机公司。而原本将非法移民运往拜登老家特拉华州的计划则被取消。
在非法移民抵达马萨葡萄园岛的初期，他们居住在一个由教会所提供的庇护所。庇护所的负责人告诉NPR，他们存有物资供这些移民使用，但是不知道是否充足。此外还有一些会说西班牙语的高中生协助翻译这些移民所说的话。一些移民声称他们已他们得到了马萨葡萄园岛的工作机会。而这些移民抵达时，马萨葡萄园岛的就业旺季已经结束，一些兼职人员已经离开。马萨诸塞州州长查理·贝克则为移民提供轮渡服务，他们可以通过轮渡自愿前往科德角联合基地。

## 后果

### 得克萨斯州警长的调查
圣安东尼奥所在的贝尔县民主党籍治安官哈维尔·萨拉查对这一事件展开了调查。根据萨拉查的调查结果，一名委内瑞拉移民从圣安东尼奥资源中心召集了50位移民前往佛罗里达州，并最终抵达马萨葡萄园岛。面对这一指控，德桑蒂斯州长回应说这些移民并没有被骗，他们都签署了同意书，而且他们还获得了一个装有马萨葡萄园岛地图的包裹，上面写着所提供的服务数量。
10月13日，萨拉查签署了这些移民是犯罪受害者的证明，这使他们有资格获得U签证。

### 集体诉讼
2022年9月20日，这50名移民在马萨诸塞州联邦初审法院对德桑蒂斯和佛罗里达州交通部长提起集体诉讼，称佛罗里达州州长及其政府“操纵了移民，剥夺了他们的尊严、自由、身体自主权、正当程序和平等的法律保护”。该诉讼旨在让法官宣布德桑蒂斯的行为违宪，并禁止佛罗里达州以欺诈方式运送移民跨越州界。
德桑蒂斯的发言人回应称移民早就签署了同意书，这一诉讼完全是投机主义者以非法移民为代价导演的一出政治闹剧。他还谴责拜登政府鲁莽的边境政策会诱使中美洲民众参与危险的偷渡活动，使他们处于蛇头和毒贩的威胁之下。